# Silnice I/53
Die Silnice I/53 (tschechisch für: „Straße I. Klasse 53“) ist eine tschechische Staatsstraße (Straße I. Klasse). 

## Verlauf
Die Straße beginnt bei Pohořelice (Pohrlitz), wo sie bei der Anschlussstelle (exit) 26 von der Dálnice 52 (Europastraße 461) nach Westen abzweigt, umgeht Pohořelice im Süden und verläuft in südwestlicher Richtung über Lechovice (Lechwitz) nach Znojmo (Znaim), wo sie an der Silnice I/38 (Europastraße 59) endet.
Die Gesamtlänge der Straße beträgt rund 38 Kilometer.

## Geschichte
Die Straße bildete von 1940 bis 1945 die Reichsstraße 343.